# Корјачки округ
Корјачки округ (рус. Корякский округ, корјачки: Чав’чываокруг) или Корјакија (рус. Корякия) је национални округ у северном делу Камчатског краја Русије. Административни центар округа је насеље Палана. По попису из 2010. године, 46,2% становништва округа чине Руси, а 30,3% Корјаци. Формиран је 2007. године, на подручју бившег Корјачког аутономног округа, који је био један од субјеката Руске Федерације. 